# Thlaspi stenopterum
Thlaspi stenopterum là một loài thực vật có hoa trong họ Cải. Loài này được Boiss. & Reut. miêu tả khoa học đầu tiên năm 1849.